# 観音院 (川口市)
観音院（かんのんいん）は、埼玉県川口市にある天台宗の寺院。

## 歴史
1366年（貞治5年）に開山されたと伝えられる。万治年間（1658年 - 1661年）の火災で記録を失ったため、詳細は不明である。
当院の本堂は、1976年（昭和51年）に鉄筋コンクリート造として新築された。

## 交通アクセス
- 東浦和駅より徒歩13分。